# كريستين هال
كريستين هال (بالإنجليزية: Kristen Hall)‏ هي مغنية مؤلفة أمريكية، ولدت في 24 أكتوبر 1962 في أتلانتا في الولايات المتحدة.

## وصلات خارجية
- كريستين هال على موقع ميوزك برينز (الإنجليزية)
- كريستين هال على موقع أول ميوزيك (الإنجليزية)
- كريستين هال على موقع ديسكوغز (الإنجليزية)